# Viggo Forchhammer
Viggo Forchhammer, född 26 november 1876, död 7 oktober 1967, var en dansk tal- och sångpedagog. Han var sonson till Johan Georg Forchhammer, bror till Georg, Ejnar och Henni Forchhammer samt far till Bjarne Forchhammer.
Forchhammer var 1897–1909 bosatt i Tyskland, därefter i Köpenhamn. Han var elev i sång till August Iffert och Giovanni Sbriglia i Paris, i tal till Eduard Engel och Peter Jerndorff, samt i musik till Gerhard Schjelderup. Forchhammer studerade även ljudanalys hos Eduard Sievers i Leipzig och försökte sprida kunskapen om dennes säregna metoder i de norska länderna. Han ägnade sig särskilt åt röstfysiologin och arbetade för en rationell röst- och språkutbildning i skolorna. Forchhammer var sånglärare vid Det Kongelige Teaters elevskola och lektor i tal och sång vid Köpenhamns universitet. Han utgav Taleøvelser och tillsammans med brodern Jørgen Forchhammer Theorie und Technik des Singens und Sprechens (1921). Forchhammer var även medarbetare i Svensk uppslagsbok.